# Rivista

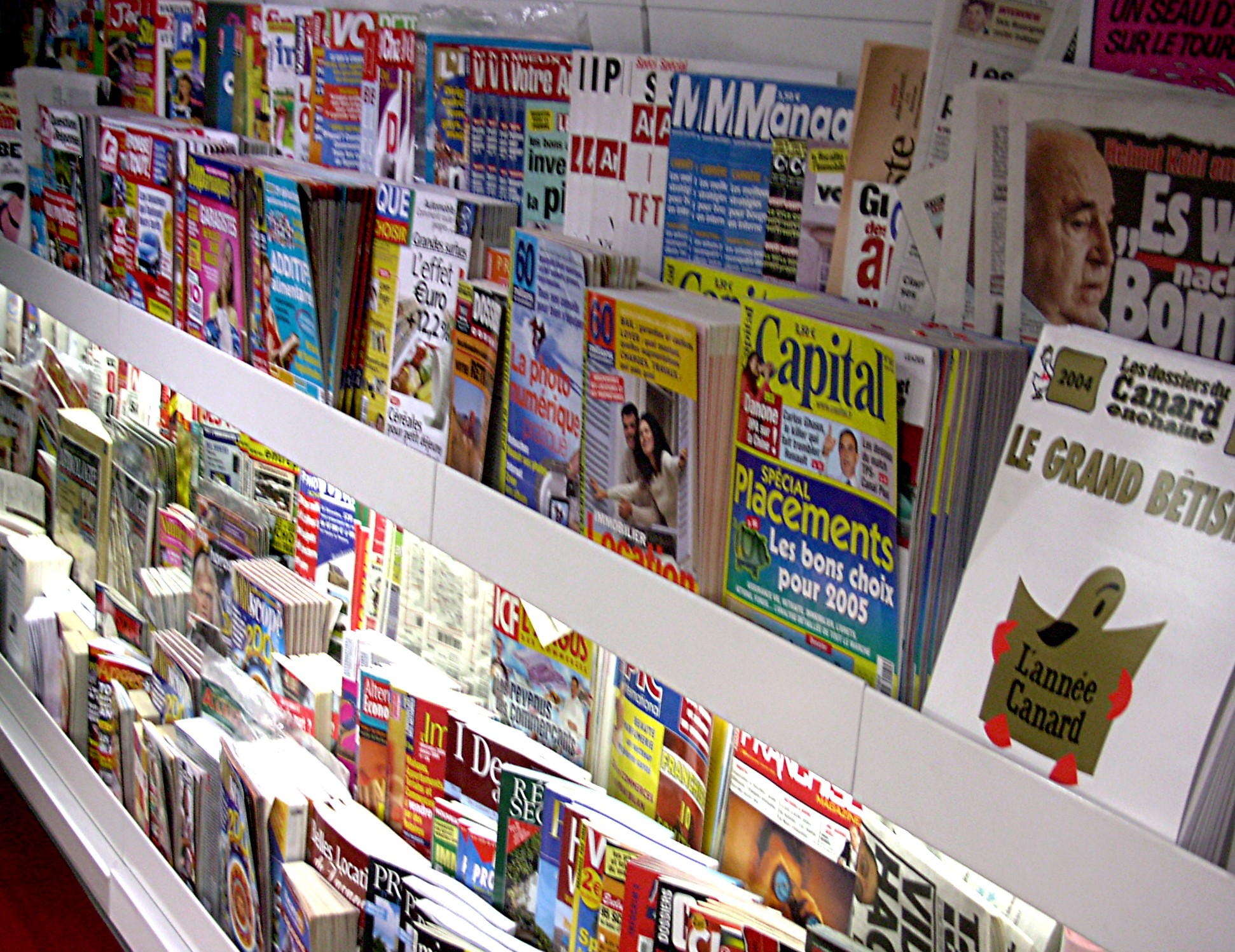
Riviste

Una rivista è una pubblicazione periodica non quotidiana stampata a intervalli regolari o, più raramente, irregolari.
I contributi sono firmati da diversi autori. Può avere contenuti informativi generali (in questo caso è rivolta a un vasto pubblico) o può trattare argomenti riguardanti un particolare settore di studio o di attività, a fini di aggiornamento e di approfondimento.

## Tipi di riviste
Le riviste possono essere distinte in base a:
- periodicità, cioè all'intervallo di tempo che intercorre fra un numero e quello successivo, in settimanali, quindicinali, mensili (bimestrali, trimestrale, quadrimestrali, semestrali), annuali o annuari, pluriennali;
- argomento, cioè il campo di interesse (scienza, letteratura, arte, politica, economia, filosofia, religione, tecnica, attualità, ecc.). Le riviste scientifiche e accademiche selezionano il contenuto per revisione paritaria, cioè in base a una valutazione fatta da specialisti del settore, distinguendosi in questo dai settimanali di attualità e dai cosiddetti rotocalchi;
- mezzo di comunicazione (a stampa; on-line);
- diffusione (tre tipi: "a pagamento", cioè vendute in edicola, in libreria o inviate tramite abbonamento; per "abbonamento da quota associativa", ossia abbonamento riservato a soci dell'attività editoriale o di un'organizzazione; a "diffusione gratuita").

## Storia

### XVII secolo

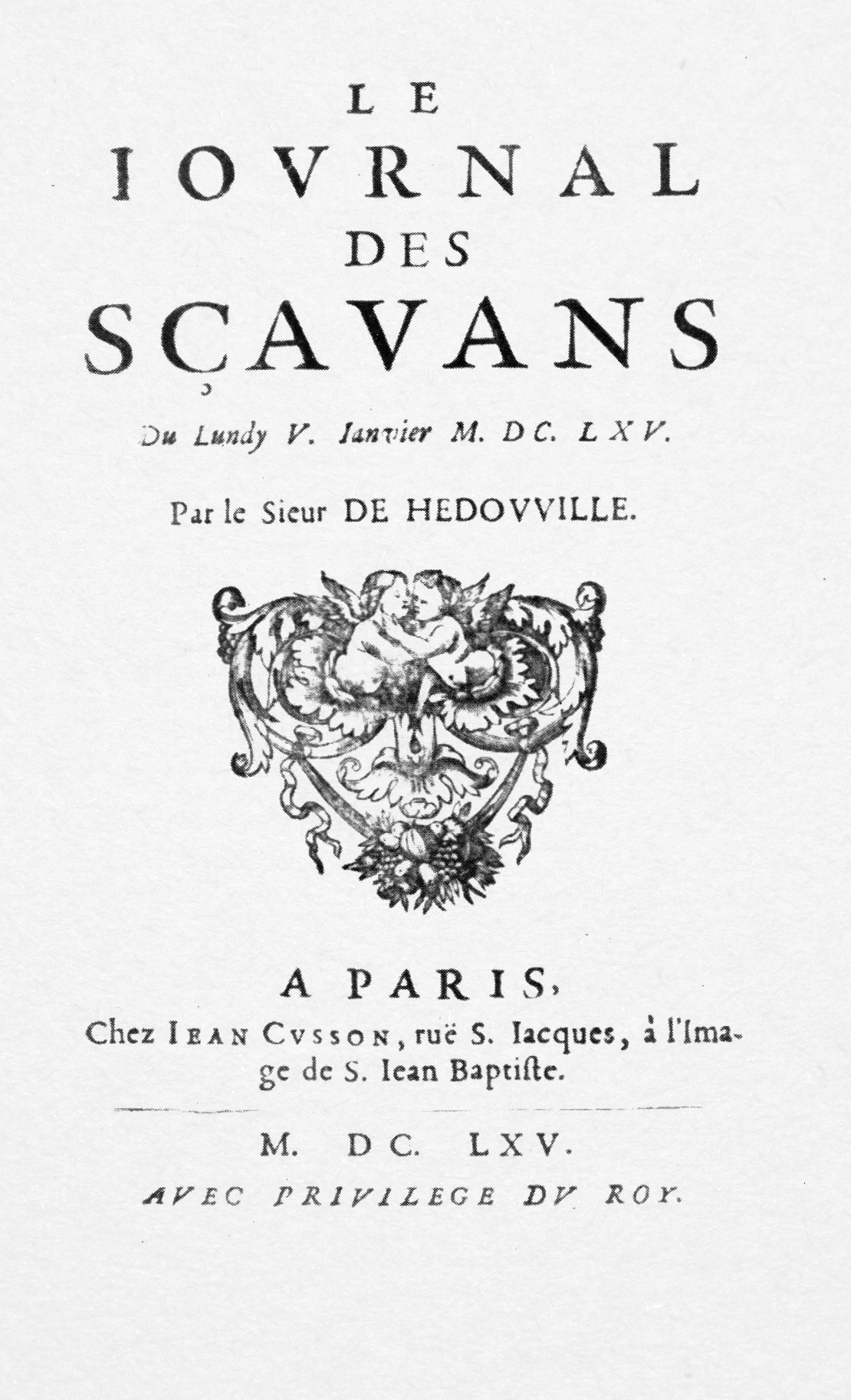
Frontespizio del primo numero del Journal des sçavans (1665)

La fondazione del primo periodico che può essere assimilato alla concezione odierna di rivista avvenne quasi contemporaneamente in Francia e in Inghilterra nel 1665.
Il primo numero del francese Journal des sçavans (poi Journal des savants) reca la data di lunedì 5 gennaio 1665. Fondato da Denis de Sallo, il periodico assunse con la direzione dell'abate Jean Gallois, subentrato l'anno successivo al fondatore, il carattere di giornale scientifico. Nello stesso anno 1665 (in marzo), uscirono le Philosophical transactions, rivista che pubblicò le ricerche e le osservazioni effettuate dai membri della Royal Society di Londra. Le Philosophical transactions sono, tra le riviste accademiche ancora in attività, la più antica in assoluto.
Appena tre anni dopo, nel 1668 apparve la più antica rivista italiana, il Giornale de' Letterati di Roma, trimestrale letterario fondato dal bergamasco Francesco Nazzari. Dopo il 1675 il periodico proseguì in due edizioni diverse, stampate entrambe a Roma con lo stesso titolo. Successivamente a Venezia apparvero tre riviste: Giornale Veneto de' Letterati (1671), Pallade veneta (1687-88) mensile a cura di Girolamo Albrizzi, e Galleria di Minerva (1696-1717). A fine secolo nacquero nella penisola altri Giornali de' Letterati, ma di indirizzo scientifico più che letterario; i più importanti furono i due redatti da Benedetto Bacchini a Parma (dal 1680 al 1690) e a Modena (dal 1692 ai 1695).
Le prime riviste tedesche, di carattere scientifico, furono scritte in latino. L'Accademia dei Curiosi della Natura (nome ufficiale: Accademia nazionale delle Scienze “Leopoldina-Carolina”) fondò la propria rivista ufficiale nel 1670: Miscellanea Curiosa. Oltre ad essere una delle riviste scientifiche più antiche, è stata la prima al mondo ad essere espressamente dedicata alla medicina. Fu pubblicata fino al 1709. Ad essa fecero seguito gli Acta Eruditorum ("Atti degli eruditi"), il più antico giornale letterario tedesco. Fondato da Leibniz e Otto Mencke nel 1682 a Lipsia e pubblicato per un intero secolo fino al 1782, il periodico contava sui contributi dei maggiori studiosi dell'epoca e informava sulle novità scientifiche e letterarie d'Europa.

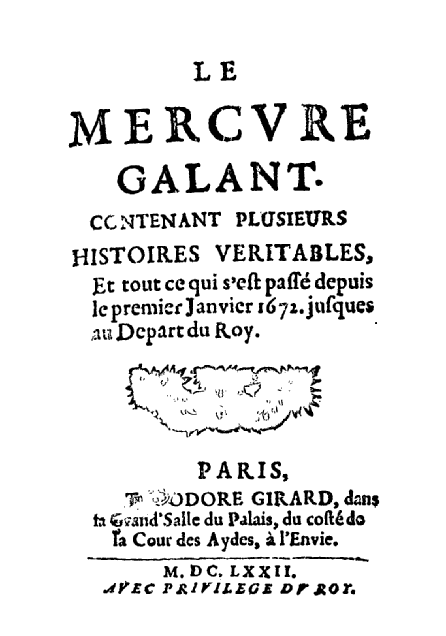
Frontespizio del primo numero de Le Mercure Galant (1672)

Nel 1672 apparve in Francia il Mercure galant, settimanale fondato da Jean Donneau de Visé che, accanto ad articoli di genere letterario (poesie, racconti, ecc) riportava anche notizie mondane. Nel 1684 il connazionale Pierre Bayle fu il fondatore e redattore di una rivista mensile di critica letteraria, storica, filosofica e teologica: le Nouvelles de la République des Lettres ("Notizie della Repubblica delle Lettere"), che riscosse in tutta Europa un rapido successo. La rivista conteneva recensioni sugli ultimi libri pubblicati e forniva informazioni biografiche sugli autori trattati, il tutto con uno stile comprensibile e nello stesso tempo rigoroso. Nel 1686 apparve la Bibliothèque universelle et historique ("Biblioteca universale e storica"). Fu fondata a Rotterdam da Jean Leclerc (Giovanni Clerico nella pubblicistica italiana dell'epoca), uno dei migliori discepoli del Bayle, esule nella città olandese. Obiettivo della rivista fu il seguire da vicino le opere pubblicate in lingua inglese, altrimenti poco conosciute. La rivista è ricordata come la prima che segnalò il numero delle pagine dei libri recensiti. Dapprima mensile, poi trimestrale, durò fino al 1693.

### XVIII secolo
All'alba del secolo (1701) apparve in Francia il Journal de Trévoux ("Mémoires pour servir à l'histoire des sciences et des arts"), rivista compilata da un gruppo di dotti religiosi della Compagnia di Gesù a Trévoux, nella Dombes, all'epoca principato indipendente. Pubblicato sotto gli auspici del principe Luigi Augusto di Borbone, che volle legare il suo nome a un'impresa culturale, il Journal pubblicò scritti letterari e scientifici. Dopo l'espulsione dei gesuiti dalla Francia (1764), il Journal de Trévoux si trasformò nel Journal des sciences et des beaux-arts.
Il Settecento fu il secolo dell'Illuminismo e dell'Encyclopédie. Il giornale letterario preferito dai "philosophes" fu la Gazette littéraire de l'Europe (1764-66).

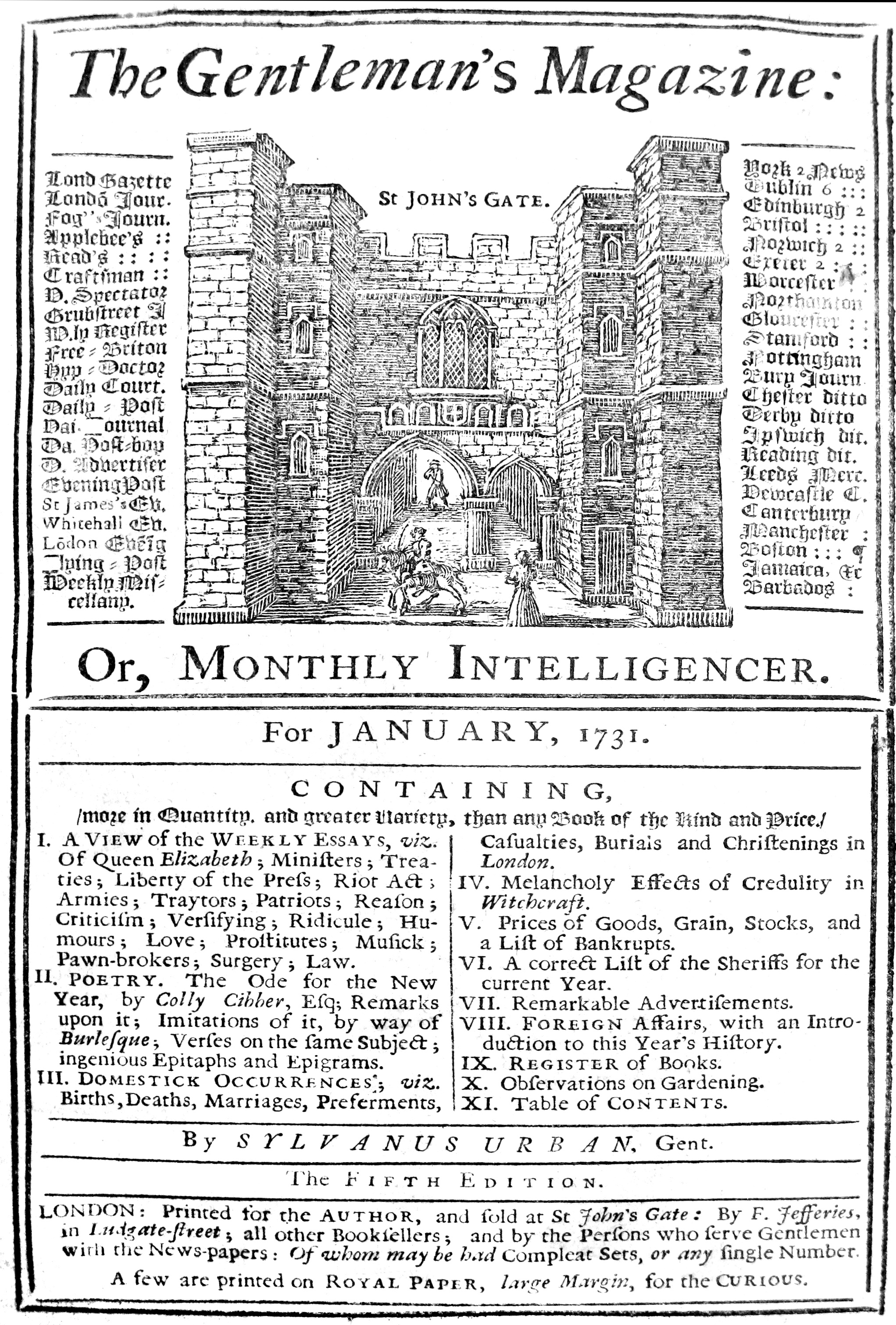
Gentleman's Magazine (1731)

In Inghilterra si svilupparono invece riviste rivolte alla nascente borghesia commerciale le quali incisero profondamente sul costume del paese per il loro taglio popolare e servirono da modello per numerose iniziative in altri paesi europei, Italia compresa. Le prime furono: The Tatler di Richard Steele (1709-1711) e The Spectator di Joseph Addison (1711-1712). Seguirono: il trisettimanale liberale The Review di Daniel Defoe; il settimanale The Observer, fondato nel 1791; The Gentleman's Journal (1691) che nel 1731 cambiò nome in The Gentleman's Magazine, un giornale caratterizzato dalla presenza di articoli di varietà e racconti, il cui nome ("Magazine") estese il proprio significato fino a indicare qualsiasi rivista popolare; infine The Monthly Review, fondato dal libraio Ralph Griffiths nel 1749, che ebbe fra i primi contributori il romanziere e poeta Oliver Goldsmith e fu il primo giornale inglese a offrire recensioni.
Diversa dalla Francia e dall'Inghilterra fu la situazione in Germania nel XVIII secolo. Poiché il movimento illuminista tedesco fu un fenomeno limitato alla cerchia accademica, le riviste tedesche ebbero carattere erudito-accademico e diffusione locale.
La situazione italiana non era dissimile: una penisola divisa in tanti stati diversi non poteva non avere tanti centri di produzione, ognuno a dimensione locale. Il centro più attivo fu, lungo tutto il secolo, Venezia. Qui nacque il Giornale de' letterati d'Italia (1710-1740), rivista redatta da Apostolo Zeno, Scipione Maffei e Antonio Vallisneri. Il Giornale, che copriva praticamente tutti i rami del sapere, è considerato la miglior rivista letteraria italiana del suo tempo. Nella seconda metà del secolo apparvero la Gazzetta veneta (settimanale fondato da Gasparo Gozzi nel 1760), proseguita dall'Osservatore veneto (febbraio 1761 - agosto 1762) e la Frusta letteraria di Aristarco Scannabue, edita tra il 1763 e il 1765.
Centrata sulla discussione critica come strumento di propaganda culturale fu la rivista Novelle letterarie pubblicate in Firenze (uscita dal 1740 al 1769). Il periodico fiorentino ebbe tra i promotori l'illuminista Giovanni Lami. A Forlì (Stato Pontificio) apparve nel 1701 Il Gran Giornale de' letterati, (sottotitolo: «Con le notizie più rimarcabili di quanto giornalmente succederà nella nostra Europa»). Redatto da Giovanni Pellegrino Dandi, il foglio, quattro pagine a frequenza settimanale, seguiva l'esempio della Pallade veneta di Girolamo Albrizzi: comprendeva una parte letteraria e una parte politica. La prima, il Gran Giornale, era dedicata alle notizie letterarie (recensioni, ecc.); la parte politica era il Giornale de' novellisti, che registrava avvenimenti politici e militari europei insieme con notizie riguardanti re, prelati e personaggi illustri. Nel 1705 Dandi lasciò Forlì per Parma; il Gran Giornale, con il nuovo nome Il Genio de' letterati, fu continuato da Giuseppe Malatesta Garuffi, che lo diresse fino al 1708 riscuotendo vasti consensi per la trattazione molto ragionata degli argomenti. A Roma nel 1712 uscì il Diario Ordinario d'Ungheria (oggi noto come Chracas), periodico in ottavo con notizie politiche, culturali e artistiche. Fu pubblicato ininterrottamente fino al 1798.
Le idee illuministe si diffusero in Italia tramite i contatti diretti con gli stranieri che giungevano nella penisola per il Grand Tour. Il nuovo pensiero raggiunse Milano prima delle altre città italiane. Nella capitale lombarda i fratelli Pietro e Alessandro Verri fondarono Il Caffè (1764 - 1766).

Alla fine del secolo apparvero i primi settimanali femminili. Nel 1791 fu pubblicato a Firenze il Giornale delle dame, poi uscirono a Venezia La donna galante ed erudita di Venezia e a Milano il Giornale delle nuove mode di Francia e d'Inghilterra.

### XIX secolo
Riviste politiche

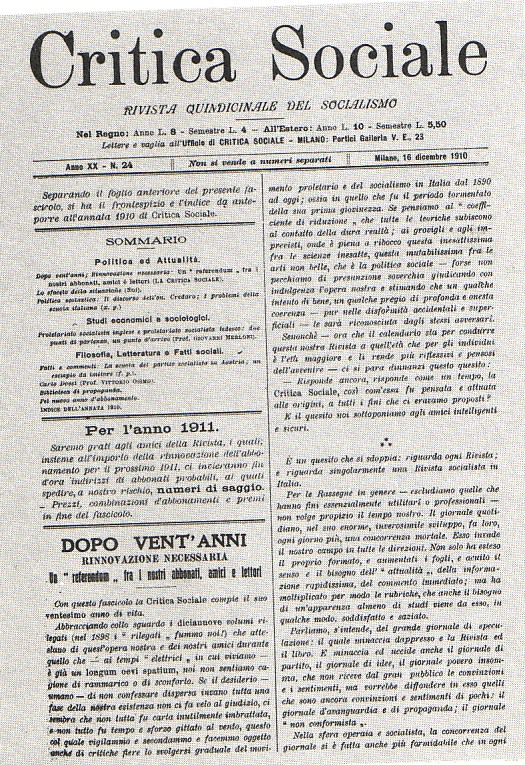
Prima pagina di Critica sociale (1910)

La crisi ideologica e politica che si era aperta alla fine del XVIII secolo nell'Età napoleonica pose in primo piano nella vita europea tre grandi questioni: la questione della libertà, la questione nazionale e quella sociale. Il nuovo ordine europeo fissato al Congresso di Vienna si manifestò in Europa anche con una stasi sia nelle relazioni culturali che durò fino al 1830 (anno in cui si osservò una ripresa nell'attività intellettuale in Europa dopo la Rivoluzione di luglio in Francia, la rivoluzione belga e l'avvento in Inghilterra di governi liberali) o al 1848 (l'anno della Primavera dei popoli).
In Italia la censura nell'età della Restaurazione, esemplificata dalla soppressione de Il Conciliatore, rappresentò un grave colpo alla diffusione delle idee liberali, non compensata dalla buona qualità degli scritti in riviste quali l'austrofila Biblioteca Italiana. Il compito di preparare la classe dirigente intellettuale passò quindi all'Antologia di Vieusseux e Capponi, due cattolici liberali e, dopo la soppressione dell'Antologia (1831), a Il Progresso delle scienze, delle lettere e delle arti del napoletano Giuseppe Ricciardi. Una ripresa della pubblicistica liberale, orientata spesso in senso nazionale, può essere osservata già negli anni immediatamente precedenti il 1848. La più importante fra queste riviste fu Il Politecnico di Carlo Cattaneo (1839-1868). Nel 1850 comparve La Civiltà Cattolica, l'organo dei Gesuiti che s'impose come voce autorevole nel panorama della stampa cattolica.
L'unità d'Italia vide una fioritura di riviste politiche rivolte a formare la nuova classe dirigente italiana, le più note delle quali furono la Nuova Antologia, fondata nel 1866 sul modello della Revue des Deux Mondes, Fanfulla della domenica, il primo settimanale letterario dell'Italia unita (1879), La Rassegna Settimanale, la rivista liberal-conservatrice di Sonnino e Franchetti che trattava soprattutto questioni di natura economica e politica e Cronaca bizantina (1881), espressione delle aspirazioni irrazionaliste ed estetizzanti del decadentismo italiano. Fra le riviste politiche più importanti devono essere ricordate: La Cultura di Ruggiero Bonghi e Cesare De Lollis (1882), che verrà soppressa in epoca fascista, e Critica Sociale, rivista fondata da Filippo Turati nel 1881, alla quale collaborarono i principali esponenti del Socialismo italiano.
Riviste illustrate
Alla metà del secolo iniziò la fortuna delle riviste illustrate. Nel 1842 la Illustrated London News raggiunse la tiratura di un milione di copie, raddoppiata l'anno dopo. Il record fu toccato nel 1856 quando, con 100 000 abbonati, la rivista raggiunse la tiratura di 5 527 866 copie.
In Italia il genere nacque nella seconda metà del secolo. Le riviste più note furono: L'Illustrazione Italiana (1873 - 1962), La Tribuna illustrata, (1890-1969) e La Domenica del Corriere (1899-1989).

### XX secolo

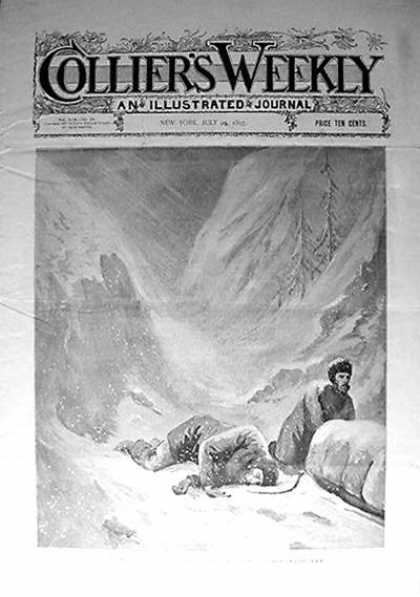
Prima pagina di Colliers Weekly (1897)

La diffusione dei mezzi di comunicazione di massa ha influito relativamente poco sulla struttura e sulla diffusione delle riviste specializzate le quali raramente sono riuscite a superare la ristretta cerchia degli ambiti accademici e specialistici. Soprattutto in Italia, si è osservato il sostanziale fallimento della diffusione delle riviste di cultura al pubblico medio, superando la cerchia ristretta degli "addetti ai lavori", sia per la tradizionalmente scarsa diffusione della lettura, sia per la scarsità di riviste di divulgazione che fossero in grado di utilizzare un linguaggio a un tempo comprensibile e non superficiale, sia per la concorrenza di quotidiani e settimanali a larga diffusione e, più tardi, di radio e televisione.
In Italia gran parte delle riviste nate ai primi anni del XX secolo si riallacciano in misura più o meno grande all'idealismo (innanzitutto La critica di Benedetto Croce; Leonardo di Papini e Prezzolini, che tuttavia ebbe anche una caratterizzazione pragmatistica; Hermes di Borgese; Il Marzocco, rivista di indirizzo decadente; La Voce di Prezzolini, Papini e De Robertis; Lacerba di Papini e Soffici, periodico futurista e poi bellicista; ecc.) mentre L'Unità di Salvemini continuava la tradizione democratica e Il Regno di Corradini dava voce all'irrazionalismo nazionalistico. Fra le riviste non italiane che hanno avuto più larga e generale influenza negli anni precedenti la prima guerra mondiale, occorre ricordare la Nouvelle Revue Française, che è stata effettivamente al centro della vita letteraria francese fino alla seconda guerra mondiale, la rivista politica inglese New Statesman, che ha divulgato le tendenze degli intellettuali inglesi di sinistra, o riviste statunitensi come Collier's Weekly, che hanno costituito un modello per alcune riviste a larga diffusione.
La crisi del primo dopoguerra determinò in Italia la nascita di riviste disposte ad affrontare sulla base di ben precise posizioni politiche i problemi originati dal primo conflitto e dalla rivoluzione russa. Ne furono esempi Energie Nove (1921). La Rivoluzione liberale (1922) e più tardi Il Baretti (1924) del liberale democratico Piero Gobetti, L'Ordine Nuovo (1919) di Antonio Gramsci e Angelo Tasca, un settimanale che, con la nascita del Partito Comunista d'Italia (1921), si trasformerà nel quotidiano ufficiale del nuovo partito. A queste riviste si contrapponevano La nuova politica liberale di Giovanni Gentile, un bimestrale dapprima simpatizzante e successivamente fiancheggiatore del partito fascista, Gerarchia, la rivista ufficiale del fascismo fondata nel 1922 dallo stesso Mussolini, la rivista nazionalismo|nazionalista Politica, fondata da Francesco Coppola e Alfredo Rocco nel 1919 e Critica fascista di Giuseppe Bottai (1923).
Durante il periodo fascista furono soppresse tutte le riviste antifasciste, tranne La Critica, in virtù dell'indiscussa autorità intellettuale del suo fondatore, Benedetto Croce. A parte i giornali di regime, furono tollerate le riviste letterarie non apertamente schierate in politica (per esempio, La Fiera Letteraria di Umberto Fracchia, Solaria di Alberto Carocci), riviste che affermava l'ideale della ricerca letteraria pura). Spesso erano le riviste fasciste ad assumere paradossalmente un atteggiamento critico nei confronti del regime dittatoriale (per esempio, L'Italiano di Leo Longanesi, Il Selvaggio di Mino Maccari, L'Universale di Berto Ricci, Primato di Giuseppe Bottai).
La caduta del fascismo e la Liberazione diedero vita a un risveglio culturale rigoglioso, sebbene di breve durata (durò all'incirca un lustro), caratterizzato da un lato dall'allargamento dei temi trattati (l'esistenzialismo, il marxismo e il neopositivismo in luogo del solo storicismo di inizio secolo) dall'altro da una nuova coscienza del ruolo degli intellettuali nella società. Gli intellettuali "tradizionali", portatori di una cultura neo-illuministica, ebbero il loro principale organo nel settimanale La Nuova Europa diretta da Luigi Salvatorelli, gli intellettuali "organici", marxisti, si raccolsero attorno al trimestrale Società. Tra le più importanti riviste nate in quel periodo occorre citare anche Rinascita (fondata da Togliatti nel 1944), Il Ponte (fondata da Calamandrei nel 1945), Il Politecnico di Elio Vittorini, impegnata nella costruzione di un nuovo tipo di cultura popolare, Comunità (fondata nel 1946 dall'industriale Adriano Olivetti), la cattolica Humanitas (1946), la rivista letteraria internazionale Botteghe Oscure fondata nel 1948 da Marguerite Caetani dedita alla scoperta e alla conoscenza di nuovi testi e nuovi autori e alla circolazione della letteratura al di là dei confini nazionali. A partire dagli anni cinquanta nacquero nuove pubblicazioni di impegno metodologico e critico rigoroso di pertinenza di nuove discipline come per esempio la linguistica, ma si rese evidente anche l'incapacità delle riviste di cultura ad allargare la tradizionale ristretta cerchia di lettori; si assistette, viceversa, alla nascita di numerosi mensili di divulgazione, soprattutto di divulgazione scientifica, e alla nascita dei cosiddetti rotocalchi, cioè i settimanali d'informazione, che ebbero in Italia un predecessore diretto nell'Omnibus di Longanesi (1937-39) e successivamente Tempo L'Europeo, Epoca, Oggi, Gente, L'Espresso e Panorama. Tali pubblicazioni trovarono subito gradimento nel lettore italiano, tanto che, nel primo dopoguerra, le vendite dei settimanali furono triple rispetto a quelle dei quotidiani: caso unico in Europa. Si assisté anche ad alcuni serrati confronti per il primato di vendite: Oggi, il più venduto settimanale italiano tra il 1946 e il 1957, trovò presto un temibile concorrente in Gente; Tempo fu presto imitato dall'Europeo, poi entrambi furono superati da Epoca.

#### La concorrenza della televisione
Il servizio di regolari trasmissioni televisive iniziò in Italia nel 1954. La televisione non rappresentò un concorrente temibile per i giornali né negli anni cinquanta né negli anni sessanta. Le cose cambiarono tra gli anni sessanta e i settanta: in questo periodo gli investimenti pubblicitari destinati alla televisione crebbero da 60 milioni di lire a 600 milioni. I periodici videro un calo netto di inserzioni, valutabile al 30%. La risposta fu una ristrutturazione completa dell'offerta informativa: più approfondimento, più specializzazione in uno o più settori. Al cambiamento dei contenuti corrispose un cambiamento del formato: non più lenzuolo, ma il più agile tabloid. Il primo rotocalco italiano ad adottare tale formato fu «Panorama», che precorse i tempi già nel 1967. In pochi anni fu seguito da tutti i principali settimanali d'attualità. «Panorama» divenne il diretto concorrente dell'Espresso: nacque una battaglia che durò per tutti gli anni settanta ed oltre. I due periodici si contesero a lungo i lettori a colpi di servizi esclusivi e di inchieste.
Verso la fine del secolo, oltre alla crisi determinata dall'ingresso dei nuovi media e dalla crescente diffusione delle prime riviste on-line, una crisi economica generale che si è fatta sentire nel settore dell'editoria con la diminuzione degli investimenti pubblicitari e con l'aumento del prezzo della carta, fece registrare una diminuzione del numero delle testate o della diffusione. In Italia, per esempio, furono costrette alla chiusura alcune storiche testate, quali la Domenica del Corriere nel 1989, L'Europeo nel 1995, Epoca e Mondo economico nel 1997.

### XXI secolo
La diffusione di Internet e l'introduzione di nuovi mezzi digitali dell'informazione, quali i lettori di ebook e i tablet, stanno mettendo in crisi le riviste tradizionali cartacee. Il problema è particolarmente evidente nell'ambito dell'editoria accademica e scientifica che hanno visto la nascita di pubblicazioni on-line a revisione paritaria la cui diffusione a basso costo, secondo i dettami della dichiarazione di Berlino sull'accesso aperto alla letteratura scientifica (2003), è di enorme importanza in ambito scientifico.